# 旬邑县
旬邑县（旧称“栒邑”）是中国陕西省咸阳市所辖的一个县，位于陕西、甘肃两省交界处；是被《诗经》反复吟唱过的“古豳”之地。区域总面积为1,774.23平方公里。因其苹果享誉海内外，故有“中国苹果之乡”的称呼。常住人口約22万人，县人民政府駐城关街道中山街。

## 历史沿革
战国时期的秦国初设栒邑县，治所在今旬邑县东北职田镇。秦时，归属内史；两汉属右扶风；南北朝时期，改置“三水县”，经隋、唐、五代十国、宋，沿袭至元初；至元七年（1270年）并入淳化县；明朝成化十三年（1477年）复设"三水县"，治所在今旬邑，至中华民国初期。民国三年（1914年）1月，因与广东省三水县重名，故以秦汉古县为名，复名栒邑。
国共内战时期，栒邑是中国共产党领导的革命老区之一，是陕甘宁边区的一部分，也曾是关中分区、中共陕西省委和陕北公学的所在地。彭德怀、邓小平、习仲勋等中共元老都曾在这里工作生活。1926年，栒邑县境内就出现了中共地方党组织。1928年5月7日，在中共领导下发生了农民武装暴动，成立临时苏维埃政府。起义虽然失败，但从此中共在其境内建立政权。自1935年11月至1949年5月，栒邑一直是关中分区的机关驻地。
1949年2月12日，栒邑县人民政府成立，隶属陕甘宁边区西府分区。1950年1月10日，陕西省人民政府成立后，栒邑县先后被划入邠县分区、咸阳专区、宝鸡专区；1958年，实行大县建制时，撤销栒邑县，并入邠县，直属陕西省政府；1961年8月，恢复栒邑县，属咸阳。1964年，施行汉字简化后，改称旬邑县，并沿用至今。

## 人口民族
2020年末，根據全國第七次人口普查統計數據顯示：全县常住人口為211932人。

## 行政区划
旬邑县下辖1个街道办事处、9个镇：
城关街道、土桥镇、职田镇、张洪镇、太村镇、郑家镇、湫坡头镇、底庙镇、马栏镇和清塬镇。

## 环境资源
旬邑县位于陕西省中部偏西，咸阳市辖区的北端；东界黄陵、铜川、耀县，西邻彬县，南连淳化，北接甘肃正宁。处在关中平原的北界，黄土高原的南限；地势东北高西南低，平均海拔960-1350米；属暖温带大陆性气候，冬暖夏凉，日照时数长，昼夜温差大。
旬邑的自然资源主要以煤炭、石油、天然气、中药材、沙棘、森林为主。全县森林覆盖率约为40%。

## 经济发展
旬邑农业的支柱产品包括，粮食（以小麦和玉米为主）、苹果、中药材、畜牧业、烤烟等，属山区农业。苹果在旬邑的发展日渐重要。全县的14个镇、社区全部种植有苹果。围绕果品的深加工，旬邑也建成了多个大型果品气调库，包装企业和果汁厂。
其工业经济主要以煤炭资源开发为主；2010年，全县生产原煤700万吨。同时，还开发食品、粮油加工，建筑材料、机械加工修理等领域。拥有太村产业园、旬东循环经济产业园和土桥农副产品加工工业园等3大产业园区。

## 交通
公路：咸旬高速公路、 合凤高速公路(在建)、 211国道、 342国道过境。
铁路：西平铁路旬邑支线(在建)

## 旅游风景
- 自然风景
  - 石门山自然风景区，被誉为“渭北高原上的西双版纳”，
  - 森林氧吧，
  - 柳盖闻莺景区；

- 人文景观

- - 北宋泰塔，第五批全国重点文物保护单位
  - 有古代“高速公路”之称的秦第二大国防工程——秦直道，第六批全国重点文物保护单位
  - 唐家民俗馆（清朝），陕西省文物保护单位
  - 姜塬圣母庙，
  - 扶苏庙，
  - 旬邑县博物馆，
  - 红色旅游-马栏革命旧址等；

- 考古遺存
  - 旬邑西頭遺址：迄今为止涇河流域發現規模最大的商周時期聚落之一，疑與先周故地「豳」有關，入選「2022年度十大考古新發現」[5]

- 特色文化
  - 拥有具有“古豳”遗风的旬邑唢呐，
  - 被称为是“中国现代民间绘画画乡”、“中国民间剪纸之乡”。2019年9月获评“中华诗词之乡”。

## 著名人物
- 历史人物
  - 侯君集 - 初唐将军、凌烟阁二十四功臣之一，曾任吏部尚书

- 现代人物
  - 张慕陶 - 曾任中共顺直省委书记；后以“托派汉奸”的罪名，被开除党籍
  - 库淑兰 - 民间剪纸艺人
  - 房峰辉 - 原中国人民解放军总参谋长